# Horciasisca
Horciasisca is een geslacht van wantsen uit de familie van de Miridae (Blindwantsen). Het geslacht werd voor het eerst wetenschappelijk beschreven door José Cândido de Melo Carvalho in 1976.

## Soorten
Het genus bevat de volgende soorten:

- Horciasisca ecuadorensis Carvalho, 1976
- Horciasisca insignis Carvalho, 1976
- Horciasisca signatus (Distant, 1904)
- Horciasisca tiquiensis Carvalho, 1985